# Östliche Georgswerder Wettern
L'Östliche Georgswerder Wettern és un wettern a Wilhelmsburg a l'estat d'Hamburg a Alemanya. Connecta l'Hövelwettern a l'Elba.

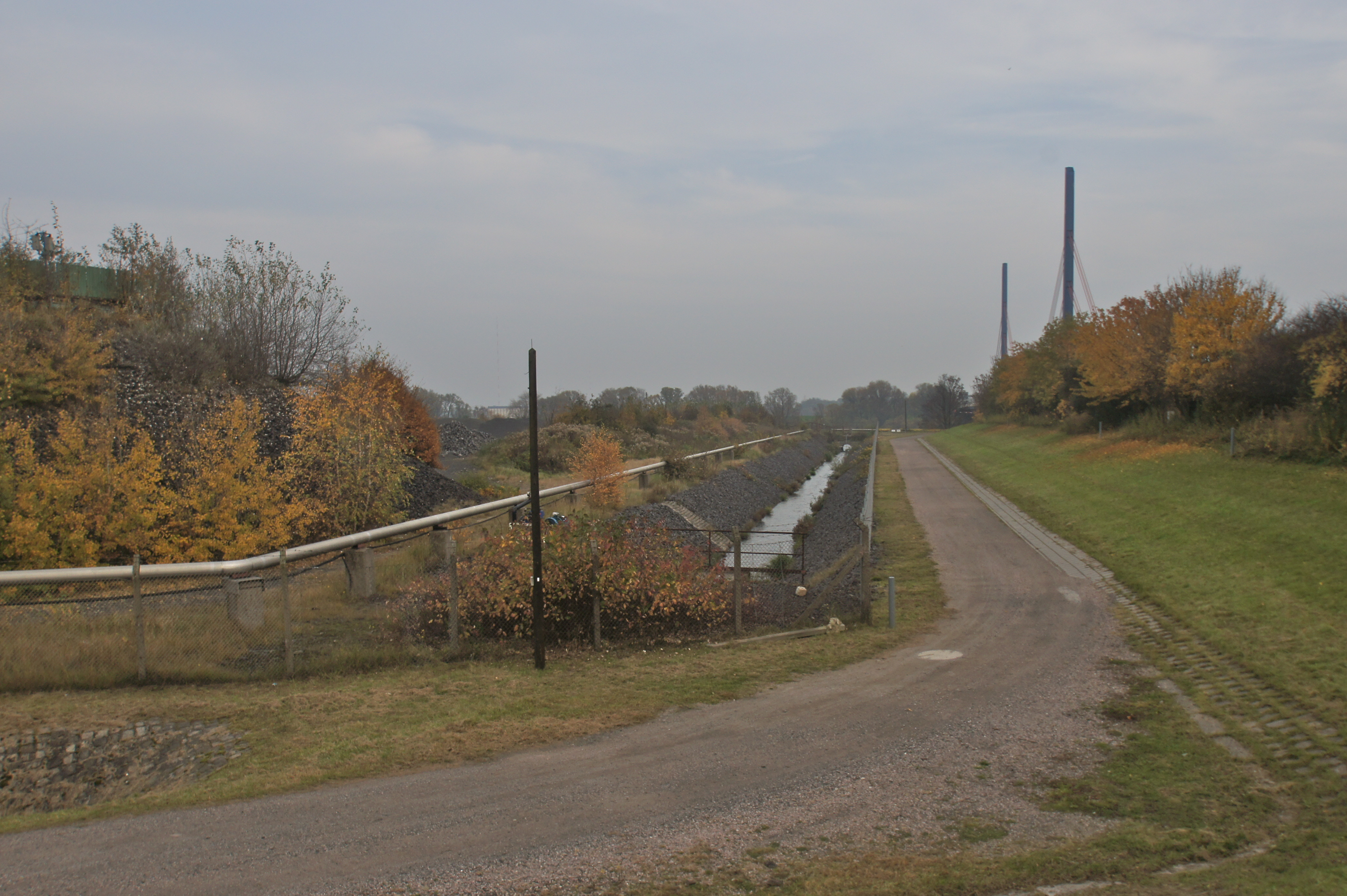
El wettern a prop de la desembocadura

És un dels múltiples wettern que van excavar-se quan l'illa de Georgswerder va ser pòlderitzada des del 1607. Al la segona meitat del segle X va ser transformat i desviat a l'època de la construcció de l'autopista. Des del 1985 va palesar que l'aigua del rec era força contaminada de metalls pesants, dioxina i altres matèries tòxics que traspuaven de l'abocador al seu costat. Un projecte de sanejament va començar. Milers de tones de llot pol·luït van treure's, el que malgrat tot no va parar les infiltracions metzinoses. El 1994, es va decidir de bombar l'aigua pol·luïda des de 5 fonts a l'entorn de l'abocador. 8,5 m³ per hora s'hauran d'extreure i de despol·luir fins a l'any 2020, enllà d'aquesta data l'aigua per a eliminar es reduirà a només 5m³ per a un temps indeterminat.
El mont mortal o Totenberg, com la gent del poble anomena l'abocador, del qual eflueixen tantes matèries tòxiques als wetterns dels afores, s'està canviant en mont d'energia. S'està creant un centre d'exposició, on s'explica la manera de despol·luir l'aigua, es recuperen els gasos metans per a alimentar la fàbrica de coure de la societat Aurubis. Un aerogenerador i panells fotovoltaics al vessant sud del pujol de l'abocador hauran de subvenir a més a la necessitat d'energia d'uns 3000 famílies més. Al cap i a la fi, quan tots els projectes energètiques, com el búnquer de l'energia s'hauran acabat, s'espera atènyer l'autarquia energètica per a tota l'illa de Wilhelmsburg.

## Afluents o efluents
- Hövelwettern
- Westliche Georgswerder Wettern

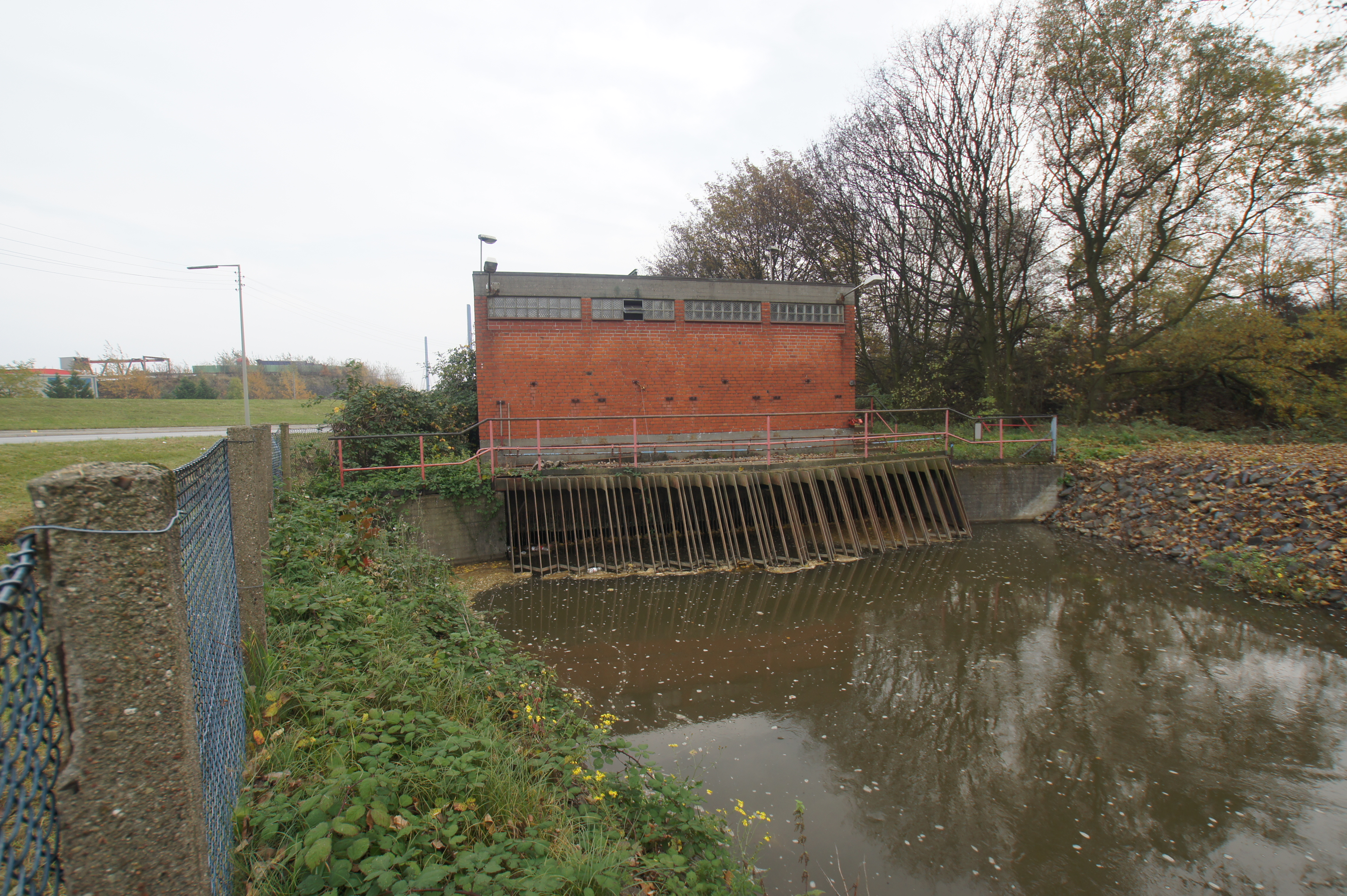
Resclosa de desguàs del 1969 a l'interior del dic principal
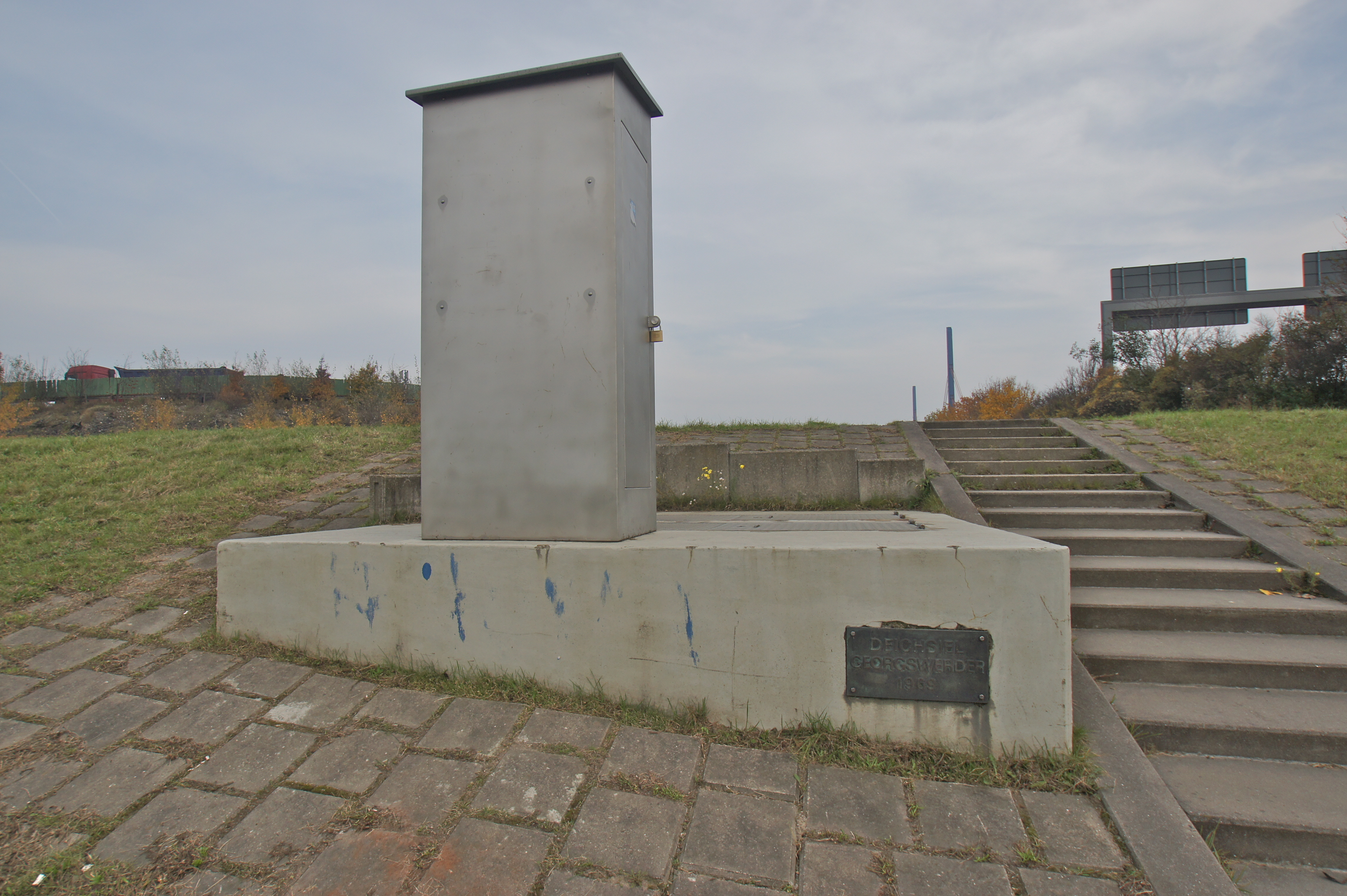
La resclosa de desguàs a l'interior del dic principal, detall i rètol
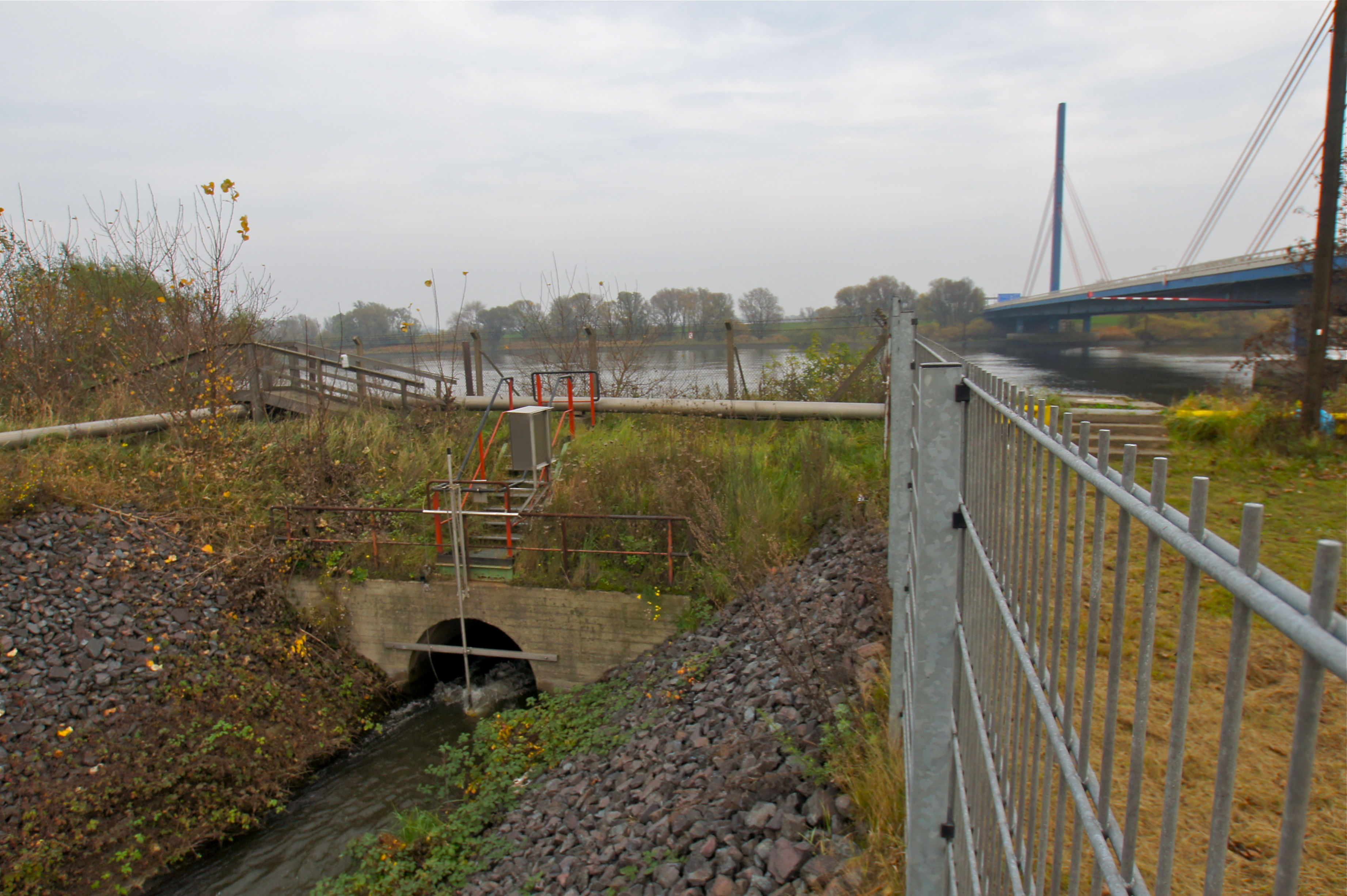
Resclosa de desguàs fora del dic, a prop de la desembocadura
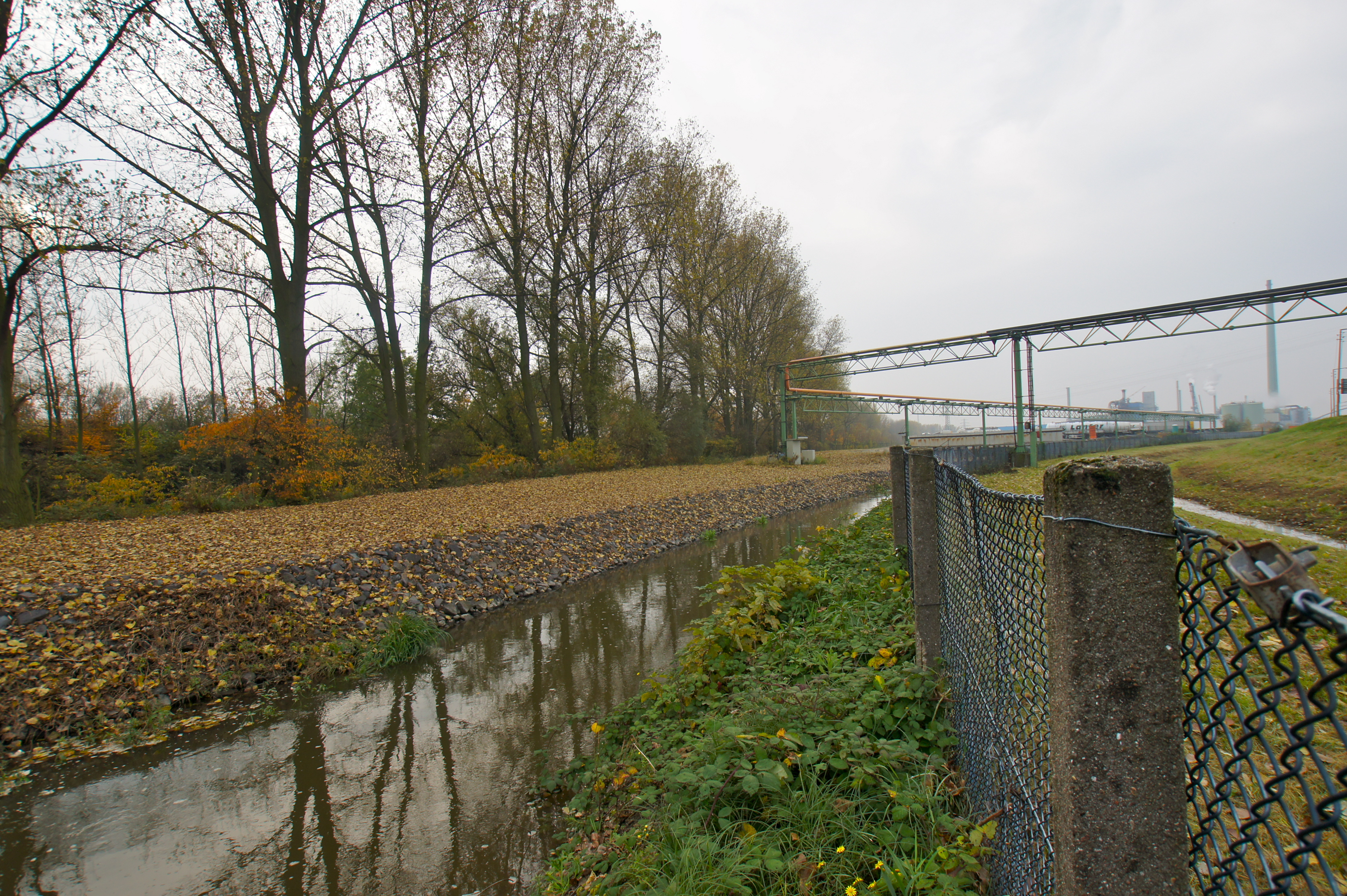
El wettern vers Aurubis